# Brittany Beede
Brittany Beede (Saraosota (Florida), 31 december 1984) is een model en professioneel worstelaarster die vooral bekend is van haar tijd bij Total Nonstop Action Wrestling en World Wrestling Entertainment.
Tijdens haar periode bij WWE, worstelde ze vooral op Florida Championship Wrestling en op WWE NXT als Jamie Keyes.

## Total Nonstop Action Wrestling
Brittany maakte haar professioneel worsteldebuut in Total Nonstop Action Wrestling (TNA) op de Final Resolution 09 PPV, onder de ringnaam Brittany en manager van Kevin Nash tijdens zijn match. Dit was Beedes eerste en enige optreden in TNA.

## World Wrestling Enterainment

### Florida Championship Wrestling
Nadat World Wrestling Entertainment de foto's van Beede's Wrestlicous heeft gezien, signeerde WWE Brittany een ontwikkelingscontract. Brittany maakte haar debuut in Florida Championship Wrestling, ontwikkelingscentrum, op 19 maart 2010 als ringaankondigster onder ring naam Jamie Keyes. Hoewel heeft ze nog nooit een worsteldebuut gedaan. Op 23 mei, aflevering van FCW, ze nam de rol van Savannah over in de eerste ronde van de FCW Divas Championship.

### NXT
Beede (als Jamie Keyes) debuteerde als NXT's ringaankondigster in de tweede seizoen dat uitgezonden werd op 8 juni 2010. In de vijfde week van seizoen 3, Jamie werd uitgeschakeld door de poll resultaten. Op 13 oktober 2010 werd Jamies WWE contract niet verlengd.